# Ferdig mann
Ferdig mann er en dansk kortfilm fra 2010 instrueret af Søren Kragh-Jacobsen.

## Handling
Denne artikel mangler et handlingsreferat. Hjælp os med at skrive det.

## Medvirkende
- Abdulahi Abdikafi
- Mohammad Abdullah
- Mohamed Adel
- Humam Hamdoun
- Ahmed Ibrahim
- Brian Iversen
- Mahmoud Jabor
- Mohammed Kaawach
- Ramazan Karahan
- Liva Kellberg
- Alexander Fogh Lauridsen
- Nimer Mahmoud
- Ali Metasher
- Omran Mohammed
- Ayrup Sedigh